# حجر المعاين (الرجم)

تعديل مصدري - تعديل

حجر المعاين هي إحدى قرى عزلة الجرادي بمديرية الرجم التابعة لمحافظة المحويت، بلغ تعداد سكانها 514 نسمة حسب تعداد اليمن لعام 2004.

حجر المعاين  هم اسرة الولي